# Jedidiah
Jedidiah  è un nome proprio di persona inglese maschile.

## Varianti
- Maschili: Jedediah[2][3]
  - Ipocoristici: Jed[1][2][3], Jedd[3]

## Origine e diffusione
Deriva dall'ebraico יְדִידְיָה (Yedidyah), che vuol dire "amato da Yahweh" o "amico di Yahweh".
Questo nome viene usato dal profeta Natan, che lo dà a Salomone alla sua nascita (2Sam, 12:25).

## Onomastico
Non vi sono santi chiamati Jedidiah, che quindi è un nome adespota; l'onomastico si festeggia quindi il 1º novembre, giorno di Ognissanti.

## Persone

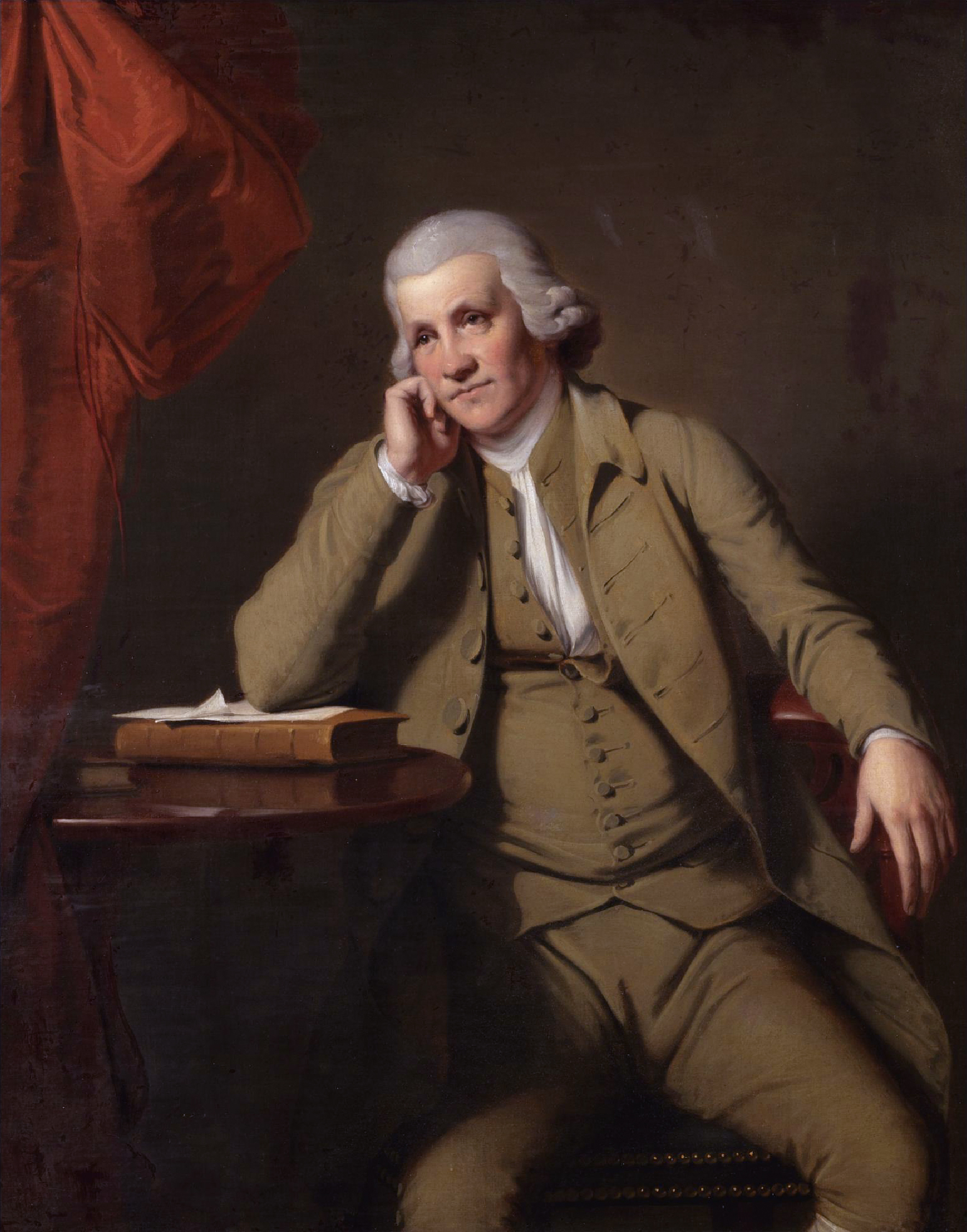
Jedediah Strutt

- Jedidiah Goodacre, attore canadese

### Variante Jedediah
- Jedediah Smith, esploratore, cartografo e scrittore statunitense
- Jedediah K. Smith, politico e giurista statunitense
- Jedediah Strutt, imprenditore e inventore britannico

### Variante Jed
- Jed Brophy, attore neozelandese
- Jed Dupree, schermidore statunitense
- Jed Mercurio, scrittore britannico
- Jed Zayner, calciatore statunitense

## Il nome nelle arti
- Jedediah è un personaggio del film del 1985 Mad Max - Oltre la sfera del tuono, diretto da George Miller e George Ogilvie.
- Jedediah "Kid" Curry è un personaggio della serie televisiva Due onesti fuorilegge.
- Jedidiah Friedman è un personaggio del videogioco ObsCure II.
- Jedediah Leland è un personaggio del film del 1941 Quarto potere, diretto da Orson Welles.
- Jedidiah Rikane, più noto come Power Boy, è un personaggio dei fumetti DC Comics.
- Jedidiah Sawyer è il vero nome di Leatherface, personaggio della serie di film Non aprite quella porta.
- Jedediah Shine, personaggio della serie televisiva Ripper Street.
- Jedediah Smith, personaggio della serie di film Una notte al museo, interpretato da Owen Wilson.
- Jedidiah Snow è un personaggio del film del 1997 I guardiani del faro, diretto da Daniel Adams.